# Valentin Demyanenko
Valentin Demyanenko (ukrainska: Валентин Юрійович Дем'яненко: Valentyn Jurijovytj Demjanenko, ryska: Валентин Юрьевич Демьяненко: Valentin Jurjevitj Demjanenko), född den 23 oktober 1983 i Tjerkassy i Ukrainska SSR i Sovjetunionen (nu Tjerkasy i Ukraina), är en ukrainsk och därefter azerbajdzjansk kanotist.
Han tog bland annat VM-guld i C-1 200 meter i samband med sprintvärldsmästerskapen i kanotsport 2011 i Szeged.
Vid de olympiska kanottävlingarna 2016 i Rio de Janeiro tog Demyanenko en silvermedalj i C-1 200 meter.